# Молодіжна збірна України з хокею із шайбою
Молодіжна збірна України з хокею із шайбою — національна чоловіча молодіжна команда України, складена з гравців віком не більше 20 років, яка представляє країну на міжнародних змаганнях з хокею. Функціонування команди забезпечується Федерацією хокею України.

## Історія
Протягом 1952—1991 року українські хокеїсти на міжнародній арені виступали у складі збірної команди СРСР. Процес виокремлення українського хокею зі структури хокею радянського розпочався після проголошення незалежності України 1991 року.
Першу офіційну зустріч новостворена молодіжна збірна України провела в Мінську 10 дистопада 1992 року проти збірної Литви. 
З перших років свого існування, збірна України з хокею долала кожного року нижні дивізіони чемпіонату світу серед молодіжних команд: у 1993 році перше місце у Групі «C», 1994 — перше місце у Групі «В», а у 1995 році дебютує у топ-дивізіоні, де посідає восьме підсумкове місце, через рік посіли останнє десяте місце та вибули до Групи «В». 
Впродовж трьох років поспіль збірна України виступає у Групі «В», а у 1999 році повертаються до хокейної еліті по результатах чемпіонату світу. Найвище досягнення української збірної за час участі у чемпіонатах світу — 8 місце на чемпіонаті світу 1995 року. Окрім виступу у 2000 році, ще виступали у вищому дивізіоні 2004 року (посіли останнє місце). 
З 2005 року виступає у першому дивізіоні.

## Результати на чемпіонатах світу
- 1993 рік — Закінчили на 1-му місці (Група «С»)
- 1994 рік — Закінчили на 1-му місці (Група «В»)
- 1995 рік — Закінчили на 8-му місці
- 1996 рік — Закінчили на 10-му місці
- 1997 рік — Закінчили на 5-му місці (Група «В»)
- 1998 рік — Закінчили на 2-му місці (Група «В»)
- 1999 рік — Закінчили на 1-му місці (Група «В»)
- 2000 рік — Закінчили на 10-му місці
- 2001 рік — Закінчили на 3-му місці (Дивізіон І)
- 2002 рік — Закінчили на 3-му місці (Дивізіон І)
- 2003 рік — Закінчили на -му місці (Дивізіон І Група «А»)
- 2004 рік — Закінчили на 10-му місці
- 2005 рік — Закінчили на 5-му місці (Дивізіон І Група «В»)
- 2006 рік — Закінчили на 5-му місці (Дивізіон І Група «А»)
- 2007 рік — Закінчили на 3-му місці (Дивізіон І Група «А»)
- 2008 рік — Закінчили на 5-му місці (Дивізіон І Група «А»)
- 2009 рік — Закінчили на 5-му місці (Дивізіон І Група «В»)
- 2010 рік — Закінчили на 4-му місці (Дивізіон І Група «А»)
- 2011 рік — Закінчили на 6-му місці (Дивізіон І Група «А»)
- 2012 рік — Закінчили на -му місці (Дивізіон II Група «А»)
- 2013 рік — Закінчили на 4-му місці (Дивізіон І Група «В»)
- 2014 рік — Закінчили на 4-му місці (Дивізіон І Група «В»)
- 2015 рік — Закінчили на 2-му місці (Дивізіон І Група «В»)
- 2016 рік — Закінчили на 4-му місці (Дивізіон І Група «В»)
- 2017 рік — Закінчили на 5-му місці (Дивізіон І Група «В»)
- 2018 рік — Закінчили на 4-му місці (Дивізіон І Група «В»)
- 2019 рік — Закінчили на 5-му місці (Дивізіон І Група «В»)
- 2020 рік — Закінчили на 3-му місці (Дивізіон І Група «В»)
- 2021 рік — Турніри дивізіонів I, II та III скасовано через пандемію COVID 19.
- 2022 рік — Закінчили на 4-му місці (Дивізіон І Група «В»)
- 2023 рік — Закінчили на 2-му місці (Дивізіон І Група «В»)
- 2024 рік — Закінчили на 2-му місці (Дивізіон І Група «В»)
- 2025 рік — Закінчили на -му місці (Дивізіон І Група «В»)